# Psychotria prainii
Psychotria prainii är en måreväxtart som beskrevs av Augustin Abel Hector Léveillé. Psychotria prainii ingår i släktet Psychotria och familjen måreväxter. Inga underarter finns listade i Catalogue of Life.